# سیارک ۱۸۸۶۱
سیارک ۱۸۸۶۱ (به انگلیسی: 18861 Eugenishmidt، نامگذاری:1999RW166) هجده هزار و هشتصد و شصت و یکمین سیارک کشف شده‌است که در ۹ سپتامبر ۱۹۹۹ کشف شد.
قدر مطلق سیارک برابر ۱۵.۵ است.